# Chiesa di Sant'Eusebio (Predaia)
La chiesa di Sant'Eusebio è la parrocchiale a Torra, frazione di Predaia, in Trentino. Risale al XIII secolo.

## Descrizione

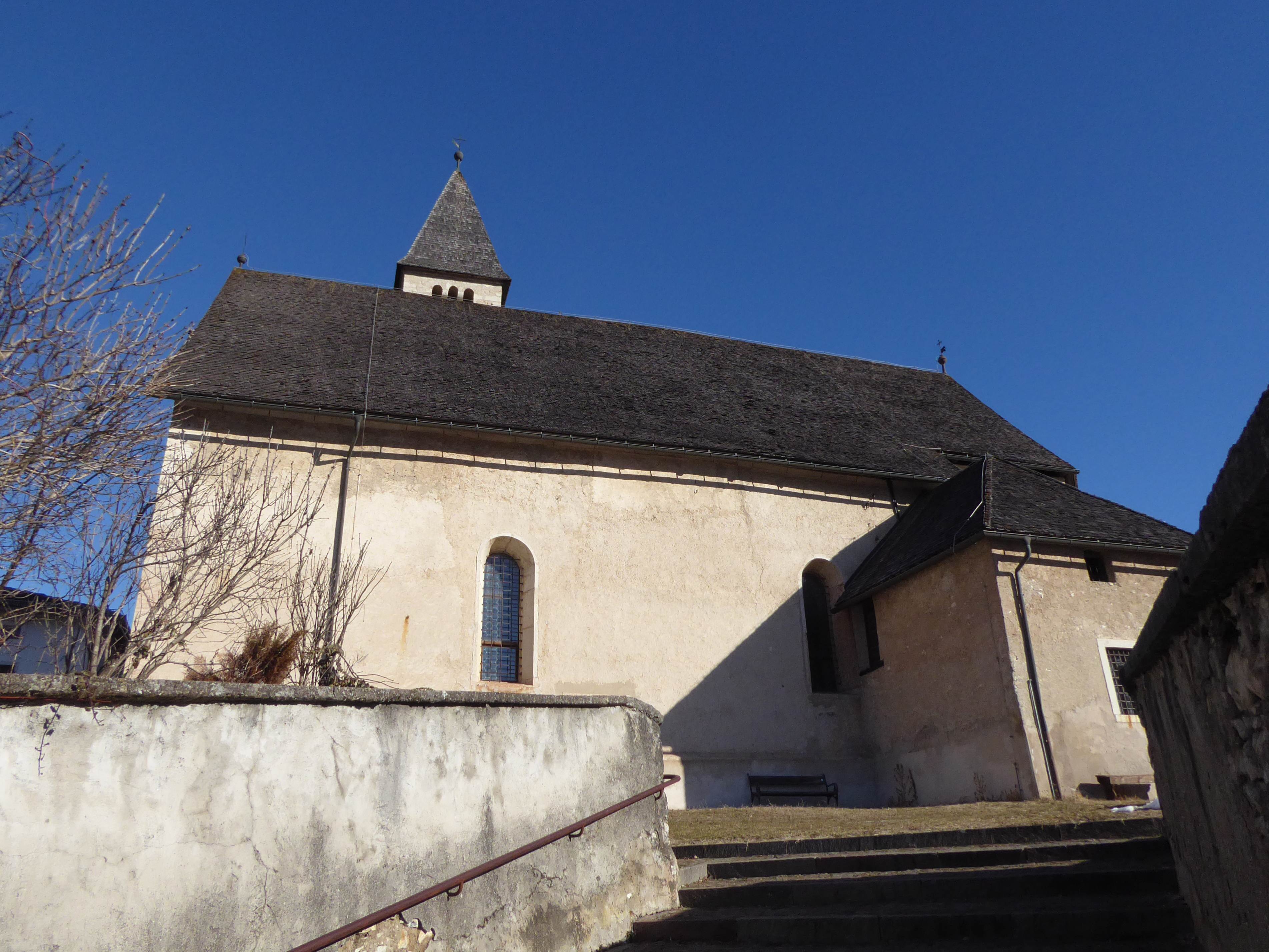
Vista dal cimitero sottostante

### Interni
L'unica navata ha quattro campate. Il fonte battesimale, del 1558, è in una nicchia della controfacciata.
Ha quattro cappelle (due per lato) speculari e non profonde dove sono gli altari laterali e l'organo. 
Il presbiterio è leggermente elevato e al centro ospita l'altar maggiore.
Il pavimento della sala è formato da pietra calcarea bianca e rossa in quadrati alternati e posati diagonalmente rispetto ai lati della navata.

### Esterni

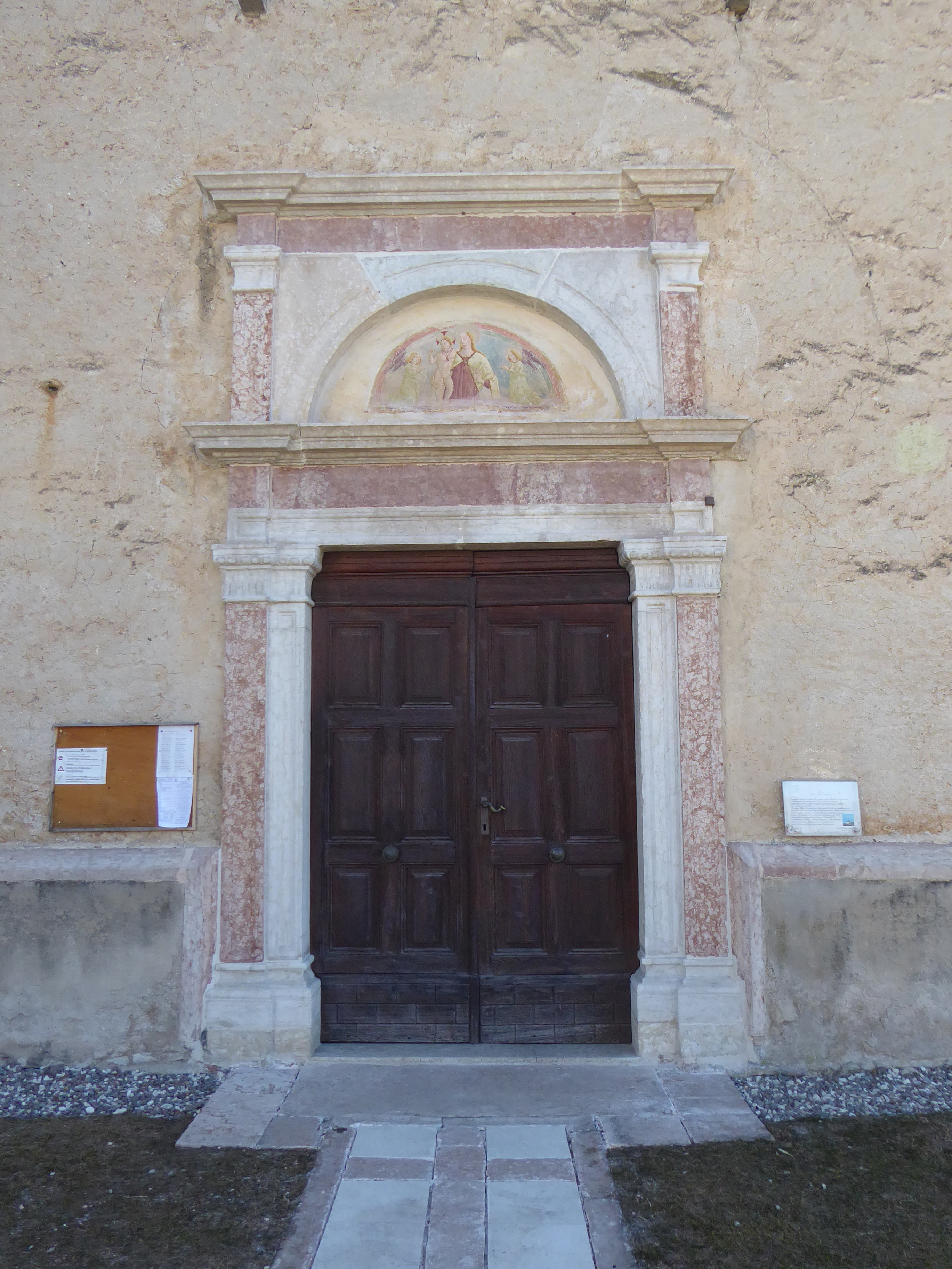
Il portale d'ingresso

#### Facciata
La facciata è semplice, a capanna, di medie dimensioni. Il portale è in pietra con architrave. Sopra vi è una lunetta decorata ad affresco. Al centro, sul fronte del tetto, c'è una croce che riporta la data di fine lavori (1624).

### Campanile
La torre campanaria, a base quadrata e in stile romanica, è in pietra a vista, ed è la parte più antica di tutta la chiesa (XIII secolo).
Mostra tre ordini di finestre, uno a bifore e due a trifore. Il tetto è a piramide sulla quale è posta una sfera, che regge la piccola bandiera segnavento e la croce, in alto.
La costruzione si trova unita alla sinistra dell'edificio e è decorata con orologio dipinto sul lato a ovest.

### Coperture
Il tetto è formato da due spioventi nella parte anteriore, mentre mostra più falde nelle parti sopra abside e sacrestia. Tutte le copertura sono in assicelle di larice.